# Bałdynko
Bałdynko (deutsch Bollinken) ist eine Ortslage im Stettiner Ortsteil Golęcino (deutsch Frauendorf). Bałdynko liegt im nördlichen Stadtbezirk Północ nordwestlich der Altstadt am westlichen Ufer der Westoder gegenüber dem zum Dammschen See abfließenden Swantestrom.

## Geschichte
Der Ort wurde 1311, als Boldin bezeichnet, von Herzog Otto I. von Pommern dem Zisterzienserinnenkloster in Stettin übergeben. Die Einkünfte aus dem Dorf, dem Krug und der Wassermühle sollten für den Bau des Klostergebäudes verwendet werden. Otto I. und sein Sohn Barnim III. bestätigten diese Verleihung mehrfach in den folgenden Jahrzehnten. Vor der Einführung der Reformation gehörte Bollinken zur Landparochie der Stettiner Peter-und-Paul-Kirche, später wurde der Ort nach Frauendorf eingepfarrt.
Bollinken war ursprünglich ein Fischerdorf. Im 19. Jahrhundert kam es mit der Errichtung von Fabriken in Züllchow und Bredow zu einem Bevölkerungszuwachs. 1865 hatte der Ort zusammen mit der Försterei Bodenberg 323 Einwohner. Mit dem Aufkommen der Dampfschifffahrt auf der Oder wurde Bollinken wie das benachbarte Frauendorf zu einem beliebten Ausflugsziel der besser gestellten Stettiner Bevölkerung.
Später wurde Bollinken zu Frauendorf eingemeindet und kam 1939 von Landkreis Randow zum Stadtkreis Stettin. Nach dem Übergang an Polen erhielt der Ort den Namen Bałdynko.

## Söhne und Töchter des Ortes
- Herta Geffke (1893–1974), deutsche Politikerin (SED), Mitglied der Zentralen Parteikontrollkommission
- Erna Kretschmann (1912–2001), deutsche Naturschützerin und Politikerin (SED)